# Silvio Fernández
Pour les articles homonymes, voir Fernández.
Silvio Fernandez Briceño (né le 9 janvier 1979 à Caracas) est un épéiste vénézuélien.
Il participe aux Jeux olympiques de 2004, ceux de 2008 et est qualifié pour ceux de 2012. Son club est le Fechtclub Bern à Berne en suisse. Il est marié à l'escrimeuse suisse Sophie Lamon avec laquelle il a eu trois enfants.

## Club
- AS Saint-Gratien
- Fechtclub Bern

## Palmarès
- Jeux olympiques :
  - Londres 2012 : 6e en individuel épée
  - Pékin 2008 : 6e par équipes épée
  - Athènes 2004 : 6e en individuel épée

- Championnats du monde :
  - Saint-Pétersbourg 2007 : 5e en individuel épée
  - Kiev 2012 : 7e par équipes épée
  - Saint-Pétersbourg 2007 7 : 8e par équipes épée

- Championnats panaméricains :
  -  Montréal 2007 : Champion panaméricain en individuel épée
  -  San José 2010 : bronze en individuel épée
  -  Carthagène 2013 : Champion panaméricain en individuel épée

- Championnats suisses :
  -  Champion suisse par équipes (Berne) épée aux Championnats suisses d'escrime 2012 à Zoug